# W.I.T.C.H.
W.I.T.C.H. je fantasy superhrdinská komiksová série, kterou v roce 2001 v Itálii vytvořila Elisabetta Gnone. Vypráví příběh pěti mladých dívek, které byly vybrány, aby byly novými Strážkyněmi fiktivního světa Kondrakar, aby chránily střed vesmíru před temnými silami a různými stvořeními, které mu chtějí uškodit. Z těchto důvodů byly hrdinky obdařeny magickými silami nad pěti elementy. Dívky bydlí v anglickém městě Heatherfield.
Název W.I.T.C.H. je zkratkou prvních písmen hrdinek: Will, Irma, Taranee, Cornelia a Hay Lin. Komiks W.I.T.C.H. byl původně vydáván v Itálii, postupně se jeho edice rozšiřovaly a nyní je vydáván ve více než 50 zemích a překládán do více než 20 různých jazyků po celém světě. Podle komiksu byl také vytvořen stejnojmenný animovaný televizní seriál.

## Hlavní postavy

### Will Vandomová
Will je 14 let, narodila se 19. ledna ve znamení Kozoroha. Byla jí svěřena moc nad málo známým živlem zvaným Quintesence (též energie), svou schopnost však objevuje později než ostatní Strážkyně. Kromě toho je ochránkyní Srdce Kondrakaru (přívěsku, který propojuje všechny Strážkyně), dokáže s ním otevírat a uzavírat portály a svou sílu dokáže využít například vrháním blesků. Je šíleně zamilovaná do Matta.
Will je vůdčí osobností celé party. Ráda plave a miluje zvířata. Mezi její nejoblíbenější patří žáby a dokonce sbírá předměty s žabí tematikou. Dříve měla plcha „pana Huglese“, kterého, ale musela vrátit Mattovi, od kterého ho předtím dostala. Ve škole ji nejvíce baví biologie, fyzika, chemie a informační technologie (počítače). Její oblíbenou barvou je růžová. Je zamilovaná do spolužáka Matta Olsena, s nímž se ale později rozejde, avšak na konci se k sobě zase vrátí.
V sérii „New Power“ se Will narodí bratr, který dostane jméno William. Will se doopravdy jmenuje Willhelmina, ale své jméno nesnáší. Její matkou je Susan Vandomová, rozvedená žena pracující ve firmě Simultech a provdaná za Willina učitele dějepisu Deana Collinse. Její otec Thomas má přítelkyni Serenu.
Will žila ve Fadden Hills od narození do 13 let, kdy se její matka rozvedla s jejím otcem a jako nový začátek si představovala okamžité přestěhování. Jejich novým domovem se stane Heatherfield, kde se Will seznamuje se svými čtyřmi kamarádkami a začíná jejich dobrodružství coby Strážkyň sítě - ochránkyň světů před temnými silami z království zla - Meridianu.

### Irma Lairová
Irmě je 13 let, narozeniny slaví 13. března, narodila se ve znamení Ryb. Byla jí svěřena moc nad živlem vody, kterou umí různými způsoby využít a to ve všech formách jejího skupenství - pevném, kapalném i plynném. Později získává schopnost svou vlastní myšlenkou donutit ostatní udělat, co ona sama chce.
Nemá příliš v oblibě školu, ani v učení moc nevyniká, ale jejím oblíbeným předmětem je zeměpis. Je ve stejné třídě jako Taranee a Hay Lin. Ráda poslouchá hudbu, tancuje, zpívá a relaxuje mnoha možnými způsoby. Tedy ač to nevypadá, vzhledem k její občasně se silně projevující energičnosti přece jenom je na druhou stranu klidná dívka. Zbožňuje legraci, večírky, vtipy, sladkosti, chipsy a velice ráda opěvuje své oblíbené zpěváky a filmové hvězdy. Kromě toho ráda plave (přece jenom je Strážkyně vody), ale nikdy se tomu kompletně celá neodevzdá. Její oblíbenou barvou je tyrkysová. Za domácího mazlíčka má želvu Lilit. Je to optimistická, usměvavá a přátelská dívka, která každého upoutá svým osobitým humorem.
Tom, otec Irmy, je policista, podílel se mimo jiné na vyšetřování zmizení její kamarádky Elyon. Spolupracuje se dvěma agenty/kolegy - psycholožkou Mariou Medinovou a Joelem McTiennanem. Irmina matka Anna je v domácnosti, je to hodná a starostlivá maminka, kterou ale není radno rozzlobit. Její dcera je jí velice podobná a obě dvě sdílejí také téměř totožnou povahu a záliby. Irma má mladšího bratra Christophera, který často zlobí a dělá si legraci z ní i jejího kamaráda Martina Tubbse. I když je někdy chlapec opravdu nezvladatelný a hodně škodolibý, Irma ho má i přesto ráda a pojí jí s ním silné sourozenecké pouto.

### Taranee Cooková
Taranee je 13 let, narozeniny slaví 23. března, je ve znamení Berana. Je jí svěřena moc nad živlem ohně, kterého se předtím hodně bála. Bylo to proto, že Taranee se svou rodinou žila dříve v jiných dvou domech, které zničil požár. Tahle minulost ji pronásledovala a omezovala v ovládání živlu, ale nakonec svůj strach přemohla a naučila se oheň dobře ovládat podle své vlastní potřeby. Kromě toho později získá schopnost telepatie - tedy schopnost číst a vnímat myšlenky ostatních lidí.
Ve škole má ráda matematiku. Zbožňuje přírodu, ráda fotografuje, tancuje a sleduje či hraje basketbal. Fotografuje čistě pro zábavu, ale tanec bere vážněji. Moc ráda poslouchá klasickou hudbu. Její oblíbenou barvou je červená. Je zamilovaná do Nigela Ashcrofta. Nerada se hádá se svou matkou, ale někdy je prostě situace tak bezvýchodná, že nic jiného než zvýšit hlas jí nezbývá. Také se jí nelíbí rozbroje Irmy a Cornelie, kterých je často svědkem.
Matka Taranee Theresa je soudkyně. Své děti vychovává přísně, ale má je velmi ráda. S Taranee i přesto vede menší hádky, kde často figuruje její tvrdohlavost, kterou její dcera nemůže vystát. Otec Taranee Lionel pracuje u soudu jako psycholog. Miluje svoji rodinu a na rozdíl od své ženy je mírný a laskavý. Taranee má staršího bratra Petera, kterého baví surfování a basketbal. Později se ale Taranee dozvídá že je adoptovaná. Taranee má ráda Nigela, který na začátku kamarádí s Uriem a jeho bandou.

### Cornelia Haleová
Cornelii je 14 let, narozeniny slaví 10. května, je ve znamení Býka. Byla jí svěřena moc nad živlem země a později získá schopnost pouhou myšlenkou pohybovat různými předměty. Taková schopnost se nazývá telekineze neboli psychokineze.
Ve škole má ráda francouzštinu a dějepis. Je ve stejné třídě jako Will. Jejím největším koníčkem je krasobruslení a nakupování. Má ráda limetkově zelenou barvu (i když v 17. epizodě 1. série seriálu Elyon prohlásila, že její oblíbená barva je zlatá) a módu. Ráda poslouchá klasickou hudbu a hudbu se smysluplným textem, což vlastně znamená, že neupřednostňuje pouze jednoho zpěváka či kapelu. Dřív neuměla plavat a vody se bála, ale i její strach pominul a ona se plavat naučila. Nesnáší tmu a malé stísněné prostory. Zato jí radost udělá výhra v soutěži a dobré známky ve škole. Za domácího mazlíčka má kocoura jménem Napoleon, kterého dostala od Will. V seriálu je zamilovaná do Caleba, mladého vůdce rebelů na Meridianu. V komiksu její láska je Peter Cook (starší bratr Taranee)
Cornelia bydlí v luxusní čtvrti v Heatherfieldu. Její otec Harold je úspěšný bankéř, matka Elisabeth je restaurátorka. Cornelia má malou sestřičku Lilian, která si ráda hraje a tropí nezbednosti. Cornelia na ni trochu žárlí, neboť rodiče se věnují víc sestře než jí a nemá vůbec v lásce, když se Lilian dotýká jejích věcí jako by jí patřily. Přesto se svou sestřičkou dokáže někdy rozumně vycházet.

### Hay Lin
Hay Lin je 13 let, narozeniny slaví 4. června, a je tedy ve znamení Blíženců. Z celého týmu je nejmladší, ale často taky jedna z nejrozumnějších. Byla jí svěřena moc nad živlem vzduchu, což z ní děla nástupce své babičky Yan Lin. Později Hay Lin získá schopnost dokázat se zneviditelnit.
Ve škole má ráda výtvarnou výchovu. Je velice talentovaná co se týče malování a kreslení obecně. Dokáže to pak uplatnit v jakémkoliv odvětví, kde je to potřeba. Zbožňuje šití vlastních modelů, tematiku s mimozemšťany, komiksové časopisy (které často využívá jako jistou jízdenku z reálného světa) a sci-fi. Ráda vymýšlí módní návrhy, sbírá časopisy a jezdí na kolečkových bruslích. Nejradši má na své podobě Strážkyně svá křídla, jelikož jí dávají možnost létat. Její oblíbenou barvou je stříbrná a modrá jako obloha. Byla zamilovaná do Erika Lyndona, v sérii „New Power“ chodí s Wesleyem Humpem.
Její rodiče Joanna a Chen Linovi vlastní čínskou restauraci „Stříbrný drak“, v níž Hay Lin často vypomáhá, a to i přesto, že nemá ráda, když je v restauraci až moc zákazníků. Otec i matka mají Hay Lin velmi rádi a opatrují ji jako oko v hlavě. Jako jediná ze skupiny nemá žádného sourozence. Hay Lin má také moc ráda svou babičku Yan Lin, moudrou a hodnou ženu, která kdysi byla také Strážkyní a teď je novou Věštkyní.

### Orube
Orube pochází z Basiliady, tedy z jiného světa. Pomáhala strážkyním, když se Taranee rozhodla načas nebojovat, a stále jim pomáhá.
Je velmi hezká. Je o dost vyšší než ostatní z Witch, má světle hnědé oči, které připomínají oči kočky, a nosí černé mikádo s ofinou.
Slyší, vidí a cítí o dost lépe než obyčejní lidé. Kvůli těmto schopnostem ji Irma nazývá kočkou, což Orube nesnáší. Ovládá bojová umění a má také magickou moc. Když se učila v Kondrakaru, vyučovala ji Luba. Orube neumí létat.
Bydlí v domě paní Rudolphové. Vydává se za její neteř Rebecu a chodí na univerzitu. Má souseda, pohledného mladíka, bydlícího přes ulici, který překrásně hraje na klavír. Má o Orube zájem, ale Orube je zamilovaná do svého „kamaráda“ Joshua.

### Elyon
Než Witch zjistily kdo vlastně jsou, byla Elyon nejlepší kamarádkou Cornelie. Netušila, že je vlastně právoplatná dědička trůnu ve světě Meridian, kde zatím vládne její bratr Phobos, který se rozhodně nechce trůnu vzdát a udělá cokoli, aby Elyon zničil, a že její rodiče nejsou její rodiče, ale lidé z Meridianu, kteří změnili podobu a odnesli Elyon jako malou do Heatherfieldu, aby ji zachránili.
Pro Elyon si přišel Phobosův poskok Cedrik, aby si Phobos mohl vzít její neuvěřitelnou moc, na kterou měl zálusk, a potom Elyon zničil, aby mohl sám vládnout. Elyon se nechala Phobosem oklamat, a dlouhou dobu si myslela, že Witch nejsou její kamarádky, ale nepřítelkyně, ale pochopila, o co mu jde, a společně s Witch Phobose i Cedrika porazila a stala se novou královnou Meridianu. Poté ji ale vládnutí a řešení problémů začíná nudit, a tak se vrací do Headerfiedu do školy a tráví více času s kamarádkami.

### Phobos
Phobos je princ z Meridianu a starší bratr Elyon. Snaží se dostat od Elyon její moc, ale to se mu nepodaří. Po nějaké době se vrací jako Endarno, kterého ovládá, aby se sestře pomstil.

### Lord Cedrik
Pomocník a oddaný služebník prince Phobose, je jeho pravou rukou a plní všechny jeho rozkazy. Pomohl také zmást princeznu Elyon a dostat ji na Meridian.

### Matt
Přítel Will, ale zároveň je v podobě Shangaje (okřídleného maskovaného muže, který pohledem vrhá laser) ovládán bývalou strážkyní Nerissou.

### C.H.Y.K.N.
Bývalé Strážkyně sítě (Cassidy, Halinor, Yan Lin, Kadma, Nerissa). Srdce Kondrakaru vlastnila Nerissa, ale začala více a více toužit po moci. Věštec jí odebral srdce Kondrakaru a svěřil jej Cassidy. Ve snaze dostat ho nazpátek Nerissa Cassidy zabila, následkem toho byla uvězněna a srdce Kondrakaru připadlo Yan Lin, která ho předala novým strážkyním.